# Кур-Ла-Віль
Кур-Ла-Віль (фр. Cours-La Ville) — колишній муніципалітет у Франції, у регіоні Овернь-Рона-Альпи, департамент Рона. Населення — 3838 осіб (2011).
Муніципалітет був розташований на відстані близько 340 км на південний схід від Парижа, 60 км на північний захід від Ліона.

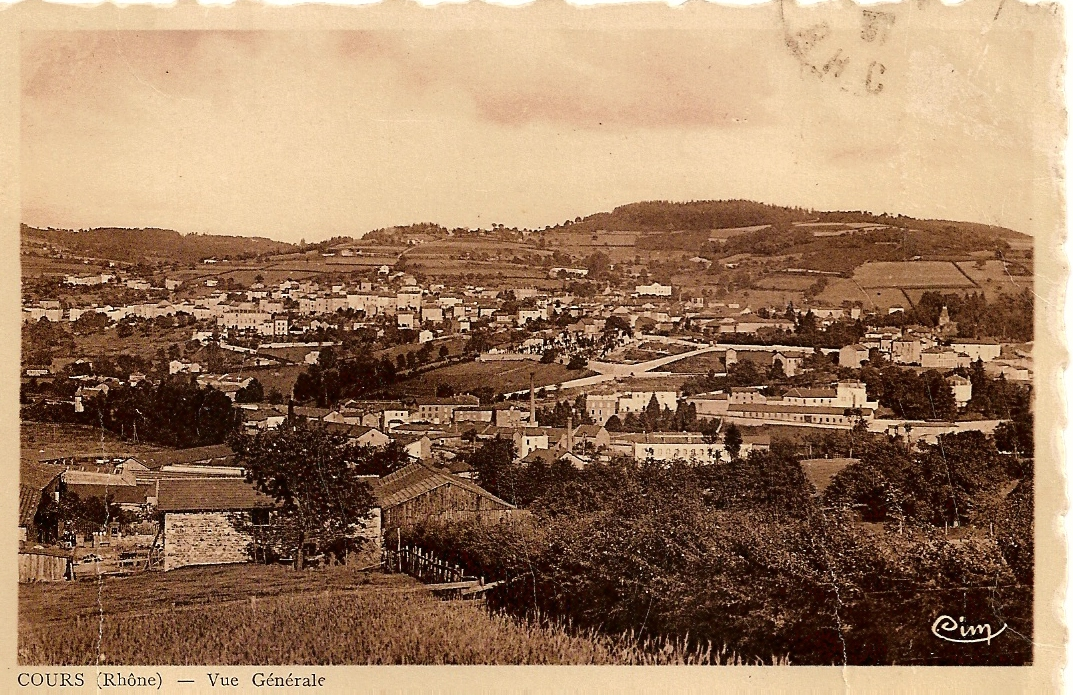

## Історія
До 2015 року муніципалітет перебував у складі регіону Рона-Альпи. Від 1 січня 2016 року належав до нового об'єднаного регіону Овернь-Рона-Альпи.
1 січня 2016 року Кур-Ла-Віль, Пон-Трамбуз i Тель було об'єднано в новий муніципалітет Кур.

## Демографія
Динаміка населення ( ):
Розподіл населення за віком та статтю (2006):
| Стать | Всього | До 15 років | 15-24 | 25-44 | 45-64 | 65-85 | Понад 85 |
| --- | ------ | ----------- | ----- | ----- | ----- | ----- | -------- |
| Чоловіки | 1875   | 274         | 184   | 404   | 575   | 402   | 36       |
| Жінки | 2117   | 306         | 229   | 376   | 547   | 526   | 133      |
| \| Статево-вікова піраміда \| Статево-вікова піраміда \| Статево-вікова піраміда \| \| ----------------------- \| ----------------------- \| ----------------------- \| \| Чоловіки \| Вік \| Жінки \| \| 36 \| 85 + \| 133 \| \| 69 \| 80-84 \| 134 \| \| 138 \| 75-79 \| 135 \| \| 114 \| 70-74 \| 147 \| \| 81 \| 65-69 \| 110 \| \| 163 \| 60-64 \| 131 \| \| 151 \| 55-59 \| 143 \| \| 135 \| 50-54 \| 155 \| \| 126 \| 45-49 \| 118 \| \| 118 \| 40-44 \| 114 \| \| 94 \| 35-39 \| 82 \| \| 94 \| 30-34 \| 86 \| \| 98 \| 25-29 \| 94 \| \| 94 \| 20-24 \| 98 \| \| 90 \| 15-20 \| 131 \| \| 82 \| 10-14 \| 122 \| \| 102 \| 5-9 \| 102 \| \| 90 \| 0-4 \| 82 \| |        |             |       |       |       |       |          |
| Статево-вікова піраміда |        |             |       |       |       |       |          |
| Чоловіки | Вік    | Жінки       |       |       |       |       |          |
| 36 | 85 +   | 133         |       |       |       |       |          |
| 69 | 80-84  | 134         |       |       |       |       |          |
| 138 | 75-79  | 135         |       |       |       |       |          |
| 114 | 70-74  | 147         |       |       |       |       |          |
| 81 | 65-69  | 110         |       |       |       |       |          |
| 163 | 60-64  | 131         |       |       |       |       |          |
| 151 | 55-59  | 143         |       |       |       |       |          |
| 135 | 50-54  | 155         |       |       |       |       |          |
| 126 | 45-49  | 118         |       |       |       |       |          |
| 118 | 40-44  | 114         |       |       |       |       |          |
| 94 | 35-39  | 82          |       |       |       |       |          |
| 94 | 30-34  | 86          |       |       |       |       |          |
| 98 | 25-29  | 94          |       |       |       |       |          |
| 94 | 20-24  | 98          |       |       |       |       |          |
| 90 | 15-20  | 131         |       |       |       |       |          |
| 82 | 10-14  | 122         |       |       |       |       |          |
| 102 | 5-9    | 102         |       |       |       |       |          |
| 90 | 0-4    | 82          |       |       |       |       |          |

## Економіка
2010 року серед 2233 осіб працездатного віку (15—64 років) 1561 була активною, 672 — неактивними (показник активності 69,9%, у 1999 році було 71,6%). З 1561 активної мешканців працювали 1434 особи (807 чоловіків та 627 жінок), безробітними було 127 (45 чоловіків та 82 жінки). Серед 672 неактивних 172 особи були учнями чи студентами, 323 — пенсіонерами, 177 були неактивними з інших причин.

У 2010 році в муніципалітеті числилось 1747 оподаткованих домогосподарств, у яких проживали 3855,0 особи, медіана доходів виносила 17 228 євро на одного особоспоживача